# Przegląd Humanistyczny
Przegląd Humanistyczny – kwartalnik humanistyczny wydawany w Warszawie od 1957 roku. Publikowane są w nim artykuły, materiały i przyczynki oraz recenzje z szerokiego zakresu humanistyki. Niektóre numery mają charakter monograficzny. Siedziba redakcji mieści się przy ul. Smyczkowej 5/7.